# Ен Синк
Ен Синк (на английски: NSYNC, стилизирано също като *NSYNC или 'N Sync) е американска поп-група, формирана в Орландо, Флорида през 1995. Когато групата престава да съществува, Шазе и Тимбърлейк са единствените, които излизат със собствен албум. Името на групата на английски означава в синхрон, но също така е формирано от последните букви в собствените имена на членовете: JustiN, ChriS, JoeY, LansteN и JC.

## Дискография

### Студийни албуми
- 1997: 'N Sync
- 1998: Home for Christmas
- 2000: No Strings Attached
- 2001: Celebrity

### Компилации
- 1998: The Winter Album
- 2005: Greatest Hits
- 2010: The Collection
- 2014: The Essential *NSYNC

### Сингли
- 1996: I Want You Back
- 1997: Tearin' Up My Heart
- 1997: Here We Go
- 1997: For the Girl Who Has Everything
- 1997: Together Again
- 1998: (God Must Have Spent) A Little More Time on You
- 1998: U Drive Me Crazy
- 1998: Merry Christmas, Happy Holidays
- 1999: Thinking of You (I Drive Myself Crazy)
- 2000: Bye Bye Bye
- 2000: It's Gonna Be Me
- 2000: I'll Never Stop
- 2000: This I Promise You
- 2001: Pop
- 2001: Gone
- 2002: Girlfriend
- 2023: Better Place

## Турнета

### Самостоятелни
- 1997: For the Girl Tour
- 1998 – 2000: 'N Sync in Concert
- 2000: No Strings Attached Tour
- 2001: PopOdyssey
- 2002: Celebrity Tour

### Подгряващи
- 1998: The Velvet Rope Tour (Джанет Джексън)